# Themiste dyscrita
Themiste dyscrita är en stjärnmaskart som först beskrevs av Fisher 1952.  Themiste dyscrita ingår i släktet Themiste och familjen Themistidae. Inga underarter finns listade i Catalogue of Life.